# Eroïca (film)
Pour les articles homonymes, voir Eroica (homonymie).
Pour plus de détails, voir Fiche technique et Distribution.
Eroïca (Eroica) est un film autrichien réalisé par Walter Kolm-Veltée, sorti en 1949.

## Synopsis
La vie du compositeur Ludwig van Beethoven.

## Fiche technique
- Titre : Eroïca
- Titre original : Eroica
- Réalisation : Walter Kolm-Veltée
- Scénario : Walter Kolm-Veltée et Franz Tassié
- Musique : Alois Melichar
- Photographie : Günther Anders et Hannes Staudinger
- Montage : Josefine Ramerstorfer
- Production : Guido Bagier et Walter Kolm-Veltée
- Société de production : Neue Wiener Filmproduktion et Wiener Kunstfilm
- Société de distribution : Sascha Filmverleih (Autriche)
- Pays :  Autriche
- Genre : Biopic
- Durée : 95 minutes
- Dates de sortie : 
  -  Autriche : 31 juillet 1949

## Distribution
- Ewald Balser : Ludwig van Beethoven
- Marianne Schönauer : Thérèse de Brunswick
- Judith Holzmeister : Giulietta Guicciardi
- Oskar Werner : Karl
- Dagny Servaes : la mère de Karl

## Distinctions
Le film a été présenté en sélection officielle en compétition au Festival de Cannes 1949.